# Лансдаун (Пенсилванија)
Лансдаун (енгл. Lansdowne) град је у америчкој савезној држави Пенсилванија.

## Демографија
По попису из 2010. године број становника је 10.620, што је 424 (-3,8%) становника мање него 2000. године.
| Група             | 2000.         | 2010.         |
| Белци             | 8.236 (74,6%) | 4.848 (45,6%) |
| Афроамериканци    | 2.096 (19,0%) | 4.733 (44,6%) |
| Азијати           | 317 (2,9%)    | 378 (3,6%)    |
| Хиспаноамериканци | 163 (1,5%)    | 353 (3,3%)    |
| Укупно            | 11.044        | 10.620        |